# Lars Christiansen
Lars Christiansen, né le 18 avril 1972 à Sønderborg, est un ancien handballeur danois qui était l'un des meilleurs ailier gauche du monde. Il est un des très rares handballeurs à avoir marqué plus de 1500 buts en équipe nationale et en 14 saisons au SG Flensburg-Handewitt, il a également marqué près de 4000 buts. Il met un terme à sa carrière en 2012 après deux ultimes saisons au KIF Kolding.
Marié à l'internationale danoise Christina Roslyng, ils ont eu ensemble un fils, Frederik.

## Palmarès

### Club
Compétitions internationales
- Finaliste de la Ligue des champions (C1) (2) : 2004, 2007
- Vainqueur de la Coupe des vainqueurs de coupe (C2) (1) : 2001
- Vainqueur de la Coupe de l'EHF (C3) (1) : 1997
- Vainqueur de la Coupe des Villes (C4) (1) : 1999

Compétitions nationales
- Vainqueur du Championnat du Danemark (2) : 1993, 1994
- Vainqueur de la Coupe du Danemark (1) : 1993
- Vainqueur du Championnat d'Allemagne (1) : 2004
- Vainqueur de la Coupe d'Allemagne (3) : 2003, 2004, 2005

### Sélection nationale
Jeux olympiques
- 7e place aux Jeux olympiques de 2008 à Pékin

Championnats du monde
- 9e place au Championnat du monde 1995, Islande
- 9e place au Championnat du monde 1999, Égypte
- 9e place au Championnat du monde 2003, Portugal
- 13e place au Championnat du monde 2005, Tunisie
- médaillé de bronze au Championnat du monde 2007, Allemagne
- 4e place au Championnat du monde 2009, Croatie
- médaillé d'argent au Championnat du monde 2011, Suède

Championnats d'Europe
- 11e place au Championnat d'Europe 1996, Espagne
- 9e place au Championnat d'Europe 2000, Croatie
- médaillé de bronze au Championnat d'Europe 2002, Suède
- médaillé de bronze au Championnat d'Europe 2004, Slovénie
- médaillé de bronze au Championnat d'Europe 2006, Suisse
- médaillé d'or au Championnat d'Europe 2008, Norvège
- 5e place au Championnat d'Europe 2010, Autriche
- médaillé d'or au Championnat d'Europe 2012, Serbie

### Distinctions personnelles
- élu meilleur ailier gauche des championnats d'Europe 2002 et 2008
- meilleur buteur du championnat d'Europe 2008
- meilleur buteur du Championnat d'Allemagne en 2003 et 2005
- troisième meilleur buteur de l'histoire du Championnat d'Allemagne avec 2 874 buts